# Скімер
Скімер (англ. skimmer ([ˈskɪmə]) — водоріз, колектор) — пристрій у басейні, за допомогою якого здійснюється забір води і утримання часток бруду з верхніх шарів води у плавальних басейнах, штучних водоймах та резервуарах.

### Класифікація
Скімери класифікуються:
- за розміром
- за матеріалами виготовлення
- особливостями застосування
- способом монтажу

#### за розмірами
Скімери за розмірами відрізняються шириною лицьової частини:
- стандартні
- вузькі
- широкі
- подовжені

#### за матеріалами виготовлення
Скімери виготовляють з ABS пластику, ПВХ, бронзи, нержавіючої сталі. Зовнішні фланці виготовляють з пластику або нержавіючої сталі.

#### за особливостями застосування
Скімери конструктивно відрізняються в залежності від їх застосування у басейнах з лайнером, мозаїчних та поліпропиленових басейнах (керамічних, скловолоконних, тощо). В штучних водоймах використовуються плаваючі конструкції іншого типу.

#### за способом монтажу
- вбудовані в бортик
- навісні на бортик
- плаваючі

### Конструкція
Скімери складаються з таких основних деталей:
1. Корпус
2. Шийка
3. Горловина
4. Кришка
5. Плаваюча шторка
6. Фланець